# Hegyhátszentmárton
Hegyhátszentmárton is een plaats (község) en gemeente in het Hongaarse comitaat Vas. Hegyhátszentmárton telt 71 inwoners (2001).